# Districte de Malabar
El districte de Malabar (en malayalam: മലബാര്‍ Terra de Muntanyes) fou un antic districte de la presidència de Madràs a la regió de Malabar. La capital era Calicut (moderna Kozhikode).

## Geografia
Excloent les illes Laquedives el districte tenia una superfície de 15.009 km² i s'estenia per 240 km de costa des del districte de South Kanara al nord fins a Cochin al sud; tenia a l'est a Coorg, els Nilgiris i Coimbatore dels que quedava separat pelsGhats Occidentals si bé en dos llocs anava fins darrere les muntanyes, a Wynaad (un altiplà de 900 metres) i les valls d'Attapadi i Silent entre els Kundahs i el Palghat Gap. La màxima elevació era el Vavul Mala o Camel's Hump de 2.356 metres. Els rius eren de poca importància, sent els principals tres afluents del Cauvery: Bhavani, Kabbani i Rampur. El districte fou part de la Presidència de Madràs i el 1947 de la província de Madràs convertida en estat de Madràs per la constitució de 1950. El 1956 es van crear els estats sobre bases lingüístiques i va passar a formar part de Kerala dividint-se l'1 de gener de 1957 en tres districtes: Districte de Kannur, Districte de Kozhikode i Districte de Palakkad.
Les set ciutats principals eren Calicut, Tellicherry, Palghat, Cannanore, Cochin, Badagara, i Ponnani. Les municipalitat eren Calicut, Cochin, Cannanore, Palghat i Tellicherry. El 68% eren hindús, el 30% musulmans i el 2% cristians. La llengua general era el malayalam amb un 4% de parlants del tàmil; a l'illa Minicoy es parlava el mahl. El moppiles, descendents del comerciants àrabs, eren 806.000, és a dir quasi tots els musulmans del districte (843.000).
| 1802    | 1823    | 1837      | 1861      | 1871      | 1881      | 1891      | 1901      |
| ------- | ------- | --------- | --------- | --------- | --------- | --------- | --------- |
| 465.594 | 927.705 | 1.165.489 | 1.709.081 | 2.261.250 | 2.365.035 | 2.652.565 | 2.800.555 |

## Administració
Estava format per 11 talukes subdividides en amsams (parròquies) en lloc de pobles; les parròquies al seu torn estaven subdividides en desams. Les talukes eren:
- Kottayam
- Chirakkal
- Kurumbranad
- Wynaad
- Calicut
- Ernad
- Walavanad
- Palghat
- Ponnani
- Cochin
- Laquedives (Laccadive Islands)

Estaven distribuïdes en sis sudivisions:
- Palghat (talukes de Palghat i Ponnani)
- Malappuram (Ernad i Walavanad)
- Tellicherry (Chirakkal, Kottayam i Kurumbranad)
- Wynaad (Wynaad)
- Calicut (Calicut i Laquedives)
- Cochin (Cochin)

Anjengo i Tangasseri estaven també sota autoritat del subcol·lector fins al 1906 quan van formar una nova entitat, el districte d'Anjengo, sota el resident a Travancore i Cochin. Judicialment estava dividit en North i South Malabar, amb corts a Calicut i Tellicherry.

### Talukes actuals en l'antic Malabar
- Districte de Kannur: Taliparamba, Kannur i Talassery.
- Districte de Wayanad: Mananthavady, Sulthan Bathery i Vythiri (Kalpetta).
- Districte de Kozhikode: Vadakara, Koyilandyi Kozhikode.
- Districte de Malappuram: Tirurangadi, Eranad (Manjeri), Nilambur, Perinthalmanna, Tirur i Ponnani.
- Districte de Palakkad: Mannarkkad, Ottappalam i Palakkad.
- Districte de Thrissur: Chavakkad

Les talukes de Kasaragod i Hosdurg al districte de Kasaragod de vegades es consideraven com a part de la regió de Malabar, tot que no formaven part de l'antic districte de Malabar.

### Estats tributaris protegits (nads)
- Kaddatanad
- Karattanad

## Mappila
Des de 1836 els mappila van crear agitació; la primera acció fou la mort d'un terratinent hindú, després la profanació d'un temple, i altres nombrosos incidents; com que les tropes natives no ho podien controlar es va enviar un destacament d'infanteria britànica que va estacionar a Malappuram, i el mateix any es va organitzar una policia especial; el 1852 el tangal (gran sacerdot) de Tirurangadi, siospitar de fomentar aldarulls, fou desterrat pel magistrat del districte Conolly; el 1853 una llei especial es va aprovar regulant el tractament dels fanàtics moppiles i per la pacificació dels pobles on hi hagués incidents. El 1855 Conolly fou assassinat a casa seva per un grup de fanàtics que havien escapat de la presó de Calicut; la llei Moppila fou posada en força; greus incidents van esclatar el 1873 a Kolattur, el 1885 a Trikkalur (on 12 radicals es van atrinxerar a un temple hindú i van haver de ser desallotjats amb dinamita), el 1894 i 1896 a Mannarakkat (on una banda de 35 homes va causar seriosos problemes i després uns 100 homes que van morir lluitant al temple de Manjeri). La rebel·lio dels moppila i l'efímera creació de Moplastan és objecte d'article separat. Vegeu Moplastan.

## Història
S'han trobat menhis, dòlmens, ossos, ceràmica, objectes de ferro i altres a tot el districte, tots els quals pertanyen a èpoques entre la prehistòria i abans de Crist. S'han trobat també nombroses monedes romanes dels primers emperadors especialment a Kottayam, i algunes en altres llocs. Hi ha petits temples molt bonics a Guruvayur, Calicut i Taliparamba.
La història antiga no pot ser separada de la de Kerala o de l'estat de Travancore, ja que el districte separadament no va tenir història pròpia. El darrer rei chera o kera, Cheraman Perumal, hauria abdicat voluntàriament i repartit el seu regne retirant-se a la Meca per esdevenir musulmà. Això hauria passat abans del 827 data en què la seva tomba a Hedjaz diu que va arribar a Aràbia, on va morir el 831. La data de sortida de Kerala hauria estat el 25 d'agost del 825 que és el primer dia de l'era kolam, usada molt de temps a Kerala. Els seus dominis van quedar en mans de gran nombre de petits sobirans entre els quals els Kolattiri o Chirrakkal al nord i els Samuri (Zamorin) al sud són els més coneguts; amb aquestos i amb els rages de Cochin van entrar en contracte els portuguesos quan van arribar al final del segle XV. Vasco de Gama va estar a Malabar el 1498 i els seus successors es van establir a Cochin, Calicut i Cannanore.
El 1656 van aparèixer els holandesos de la Companyia Holandesa de les Índies Orientals que van competir pel comerç amb els portuguesos; van conquerir inicialment Cannanore i el 1663 la ciutat i fort de Cochin i el de Tangasseri, tots arrabassats als portuguesos. El 1717 van obtenir la cessió de l'illa de Chetwai del Zamorin. Però durant el segle el seu poder es va esvair; Cannanore fou venuda el 1771 a la família reial representada en aquest temps per Ali Raja; Chetwai fou conquerida per Haidar Ali el 1776; Holanda fou ocupada per França i va esdevenir la República Batava (i després el regne dels Països Baixos) i els britànics van ocupar Cochin el 1795.
Els francesos es van establir a Calicut el 1698. El 1726 van obtenir un territori a Mahk, i el 1751 un altre a Mount Delly i alguns altres llocs al nord, però tots van caure en mans dels anglesos el 1761. Les freqüents guerres amb els anglesos van arruïnar el comerç de Mahe que per tres vegades fou ocupada pels britànics i tres vegades restaurada.
Els anglesos es van establir a Calicut el 1664, el 1683 a Tellicherry, i el 1684 a Anjengo, Chetwai, i altres factories. Tellicherry va esdevenir la factoria central sobretot pel comerç de la pebre. El seu poder va créixer tant que el 1737 el factor anglès a Tellicherry va fer de mediador entre el príncep de Kanara i el de Kolattiri. Els anglesos van obtenir el privilegi de comprar en exclusiva els productes valuosos del país, especialment pebre i altres espècies i fusta de sàndal.
Entre finals del segle XVII i el segle XVIII els marathes sota l'almirall Angria i els Sidis de Janjira, almiralls mogols, van infestar la costa i van assolar les poblacions costaneres. El 1756 una expedició britànica va posar fi a aquestos atacs. El raja d'Ikkeri o Bednur va envair el país de Kolattiri el 1736 i 1751 i va recaptar contribucions importants. El principat de Palghat, desmembrat pels rages de Calicut i Cochin, va buscar l'aliança amb Mysore sota la dinastia Wodyar i el raja va enviar una força d'ajut (subsidiària) que va estacionar a Palghat. Quan Haidar Ali va esdevenir sobirà de Mysore en usurpar el poder, va al·legar la defensa del seu aliat el achchan de Palghat, per envair la costa Malabar; Haidar Ali va enviar un exèrcit a Palghat a través de Coorg, exèrcit que va dirigir personalment el 1760; el 1766 a petició d'Ali Raja, el cap moppila musulmà de Cannanore, va retornar i va conquerir fàcilment el país, fugint els rages a la jungla o cap a l'establiment britànic de Tellicherry; aprofitant la guerra entre Haidar i als britànics van poder recuperar el tron el 1768 fins al 1774 quan Haidar va retornar altra vegada passant els Ghats amb dos exèrcits i dominant la regió del nord de Malabar; els caps hindús es van retirar a Travancore i a Tellicherry.
El 1778 la guerra va esclatar entre francesos i britànics. Haidar, molest amb els anglesos per la protecció donada als rages de Cannanore el 1766, va iniciar també la guerra atacant Tellicherry, que fou assetjada durant dos anys fins que van arribar reforços des de Bombai i l'exèrcit assetjant fou aniquilat pels reforços i per una sortida dels assetjats. Mort Haidar, el 1784 es va signar la pau que va durar fins al 1788 quan Tipu Sultam, fill d'Haidar, va iniciar una persecució religiosa que va causar una revolta i la guerra amb els britànics el 1790; els caps perseguits per Tipu van donar suport als britànics; la guerra va acabar el 18 de març de 1792 en el tractat de Seringapatam que cedia tot el domini del nord de Malabar (excepte el Wynaad) a la Companyia Britànica de les Índies Orientals. Tot seguit es va formar el districte de Malabar amb dos supertintendències: North Malabar (format pèls moderns districte de Kannur i Kasaragod, la taluka de Mananthavady del districte de Wayanad District i la taluka de Vadakara del districte de Kozhikode) i South Malabar (la resta bàsicament els de Kozhikode, Malappuram o Palakkad), tot dins la presidència de Bombai.
L'incident més rellevant fou la revolta del Kottayath (Pychy) Raja al nord i alguns caps moppiles al sud (1795-1805). Els diversos sobirans locals havien restat al seu lloc i havien conservat la seva autoritat sota control britànics però després de la rebel·lió, el 1796, una comissió de 4 membres va aconsellar suprimir la seva jurisdicció i mantenir als feudataris només la propietat de les terres amb un subsidi especial anomenat malikana. Les dues superintendències foren abolides el 1800 excepte per afers judicials i es van nomenar oficials europeus per cada divisió i taluka, i al final de 1800 el districte fou agregat a la presidència de Madras. Quant a Wynaad fou agregat al districte després de la derrota final i mort de Tipu Sultan a Seringapatam el 1799. El setembre de 1801 es va suprimir la comissió i el districte posat sota un col·lector i tres ajudants (un subcol·lector, un cap assistent i un assistent especial); a més hi havia altres oficials europeus entre els quals un ajudant col·lector a càrrec dels afers fiscals a la sadar (capital) i tres ajudants col·lectors a càrrec de les talukes de Wynaad, Ponnani i Cochin. El 1803 es van establir les corts de Tellicherry i Calicut. Més endavant es va nomenar un assistent especial del Col·lector pel país moppila amb seu a Malapuram, el quarter militar; un oficial europeu sub col·lector que tenia a càrrec la taluka de Mynaaad residia a Manantavadi (Manantoddy).
El 1921 la consolidació del radicalismes musulmà va esclatar en revolta oberta del moppiles o moplahs. Es va formar un govern provisional de Moplastan a Ernad; la rebel·lió fou sufocada al cap de sis mesos.